# 甲賀市立雲井小学校
甲賀市立雲井小学校（こうかしりつ くもいしょうがっこう）は、滋賀県甲賀市にある市立の小学校。

## 所在地
- 滋賀県甲賀市信楽町牧868番地[1]

## 沿革
- 明治38年 - 雲井尋常小学校を設立[2]
- 明治45年 - 高等科を設置し雲井尋常高等小学校に改称
- 昭和16年 - 国民学校に改称
- 昭和22年 - 雲井小学校に改称
- 昭和29年 - 信楽町立雲井小学校に改称
- 平成16年10月1日 - 甲賀市立雲井小学校に改称

## 校区
この小学校の校区は以下の通り。
信楽町宮町、信楽町黄瀬、信楽町牧、信楽町勅旨

## 学校教育目標
- 郷土を愛し、心豊かにたくましく生きる子どもの育成[4]

## 学校の特徴
- 歴史に学ぶ[5]
  - 紫香楽宮阯や宮町遺跡、資料館等の見学や話を聞く等、学びを通して地域を誇りに思う心情を育てる
- 焼き物に学ぶ
  - 地域の伝統産業である信楽焼について学ぶ
- 人や自然に学ぶ
  - 人と交流する中で、思いやる心を育て、野菜づくり等の自然とのかかわりを通して、世話をする大切さや収穫する喜びを体得する